# Microrégion de Santa Teresa
La microrégion de Santa Teresa est l'une des quatre microrégions qui subdivisent le centre de l'État de l'Espírito Santo au Brésil.
Elle comporte 6 municipalités qui regroupaient 106 039 habitants en 2006 pour une superficie totale de 3 318 km2.
Les langues officiels sont le portugais et l'italien.

## Municipalités[1]
- Itaguaçu
- Itarana
- Santa Leopoldina
- Santa Maria de Jetibá
- Santa Teresa
- São Roque do Canaã